# Musique temporaire
Dans le domaine de la musique de film, une musique temporaire ou temp track est un terme utilisé pour désigner une musique préexistante, provisoirement utilisée lors du montage d'un film, avant son remplacement par de la musique originale composée spécialement pour l'occasion.

## Historique

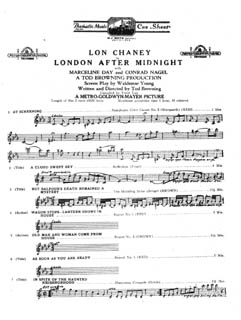
Cue sheet du film Londres après minuit (1927)

L'usage de musiques préexistantes pour accompagner un film remonte au temps du cinéma muet. Existent alors dans les dossiers de presse de certains films des listes appelées cue sheets qui recommandent précisément les morceaux à faire jouer au(x) musicien(s) lors de la projection. Ceux-ci sont généralement des standards populaires du répertoire classique ou de chansons.
Vers la fin des années 1910 se forment, au sein des principaux éditeurs de musique, des départements spécialisés dans l'élaboration de catalogues de compositions pour le cinéma, classées par tempo, durée et ambiance. La création d'archétypes et de conventions d'usage se démocratise : ainsi, les collections d'Ernö Rapée (Motion Picture Moods for Pianists and Organists, 1924) et de Hans Erdmann & Giuseppe Becce (Allgemeines Handbuch der Film-Musik, 1927) classent partitions classiques et chansons selon des critères tels que Thèmes d'amour, Grotesque, Mer et orage, Impatience, etc.
Néanmoins la durée quasi-fixe des morceaux complexifie leur intégration au film, et certains directeurs musicaux de cinéma, comme le compositeur Hugo Riesenfeld, font alors varier subtilement la vitesse de projection pour une meilleure synchronisation. L'accélération du montage image, innovation des années 1920, rend possible une meilleure interaction audiovisuelle : en France, on retrouve cette pratique particulièrement chez Abel Gance, qui base pour certaines scènes le rythme des images sur celui de la musique, même originale. L'adaptation du montage à des compositions dédiées reste néanmoins encore majoritairement cantonnée à des séquences particulières.
L'avénement du parlant dans les années 1930 marque la fin des cue sheets : le film possède dès lors une empreinte musicale définie et universelle. Le choix de musiques originales au détriment de pièces préexistantes se démocratise : une musique reconnaissable va détourner l'attention du spectateur et casser son apport subliminal à la narration. On assiste alors à Hollywood à l'apparition des musiques temporaires telles qu'on les connait aujourd'hui.

## Processus
L'intégration des musiques temporaires intervient après la finalisation du montage image, lorsque le réalisateur indique au monteur son (ou au monteur musique) quelles musiques choisir ou lui exprime ses intentions musicales pour les différentes scènes du film. Il arrive cependant que certains morceaux soient choisis et intégrés dès le montage image.
Le monteur se charge de trouver des morceaux correspondants, généralement des compositions pour le cinéma voire classiques. La bande son résultante est alors utilisée lors de projections tests auprès de l'équipe de production qui permettent d'évaluer l'impact de certains choix artistiques.
Le compositeur intervient ensuite pour élaborer la partition originale, la synchronisant sur les moments nécessitant de la musique précisément définis avec le monteur et le réalisateur. Les musiques temporaires peuvent alors lui permettre de comprendre mieux et plus rapidement la volonté de ce dernier, les deux personnes n'ayant pas forcément le même langage musical. Ce gain de temps est précieux pour la production du film : dernière étape créative, la musique doit généralement être composée dans un très court délai.

## Critiques de son emploi
Les musiques temporaires ont plutôt mauvaise réputation auprès des compositeurs de musique à l'image. Un réalisateur (ou la production) peut ainsi s'y être tellement attaché par habitude qu'il considère qu'aucune nouvelle musique ne peut convenir, ce qui complique la tâche artistique (et diplomatique) du compositeur. Cette pression est parfois telle qu'ils doivent copier (parfois de façon très flagrante) une partition existante.
Le travail des monteurs dans leur choix de musiques temporaires est aussi un garant de la diversité des bandes originales. Ainsi, la plupart d'entre eux choisissent régulièrement les mêmes références, ce qui pénalise la créativité du compositeur. D'autres au contraire diversifient leurs choix d'un film à l'autre, en sélectionnant par exemple des titres tirés de la discographie du compositeur (bandes originales ou musiques de concerts).